# Hasan Zyko Kamberi
Hasan Zyko Kamberi est un poète albanais, figure de la tradition musulmane de la littérature byzantine.

## Biographie
Nous savons très peu de choses sur sa vie. Né au milieu du XVIIIe siècle dans le village de Starjë, près de Kolonje, au pied des montagnes Gramoz, dans le sud-est de l'Albanie, il a combattu aux côtés de Pacha Ali Tepeleni dans la guerre turco-autrichienne et a participé à la bataille perdue de Sendres en 1789[Quoi ?].